# Teatro Glauce Rocha
O Teatro Glauce Rocha é um teatro brasileiro localizado em Campo Grande. O nome do teatro é uma homenagem à atriz Glauce Rocha, natural de Campo Grande, que tornou-se verdadeiro mito da arte da interpretação no Brasil.
Considerado o mais importante da cidade, palco das principais apresentações artísticas e culturais que acontecem no Estado, o Teatro Glauce Rocha está localizado no câmpus da Universidade Federal do Mato Grosso do Sul. Construído numa área de 2.100 m², oferece 776 lugares, 212 m² de palco e dois camarins. 

## Cine Glauce
O Cine Glauce é um projeto de extensão da UFMS no qual são realizadas, todas as terças-feiras, duas sessões com filmes diversos. O horário das sessões é 11h15 e 17h15, e a entrada é franca.